# Laurent Gbagbo
Laurent Koudou Gbagbo (sinh 31 tháng 5 năm 1945) đã là Tổng thống thứ tư của Côte d'Ivoire từ năm 2000 cho đến ngày 11 tháng 4 năm 2011 đến khi bị bắt bởi lực lượng quân đội Pháp. Là một giáo viên lịch sử, Gbagbo trở thành một trong những đối thủ chính của Tổng thống Félix Houphouët-Boigny, và bị cầm tù và sống lưu vong trong các thời kỳ khác nhau.
Gbagbo thành lập Mặt trận Nhân dân Bờ Biển Ngà vào năm 1982 và thất bại trong cuộc tranh cử Tổng thống cùng với đối thủ Houphouët-Boigny ở đầu của nền chính trị đa đảng vào năm 1990. Robert Guéï, người đứng đầu một chính quyền quân sự, cấm các chính trị gia hàng đầu khác từ hoạt động chống lại Gbagbo trong cuộc bầu cử tổng thống tháng 10 năm 2000 và Gbagbo tuyên bố chiến thắng sau cuộc bầu cử, trong khi người ủng hộ ông đã xuống đường, lật đổ Guéï. Gbagbo đã được đưa lên làm Tổng thống.
Sau cuộc bầu cử tổng thống 2010, Gbagbo cho rằng việc kiểm phiếu có gian lận, và từ chối đứng bàn giao quyền lực cho vị tân tổng thống đắc cử. Ông kêu gọi hủy bỏ kết quả từ 9 trong các vùng của đất nước. Alassane Ouattara được tuyên bố là người đắc cử và đã được công nhận là người chiến thắng bởi các quan sát viên bầu cử, cộng đồng quốc tế, Liên minh châu Phi (UA), và Cộng đồng Kinh tế Tây Phi. Tháng 4 năm 2011, ông Laurent Gbagbo đã bị bắt sau cả tháng dài bế tắc chính trị với Alassane Ouattara.